# Brochymena sulcata
Brochymena sulcata är en insektsart som beskrevs av Van Duzee 1918. Brochymena sulcata ingår i släktet Brochymena och familjen bärfisar. Inga underarter finns listade i Catalogue of Life.